# Tolytia
Tolytia is een geslacht van vlinders van de familie spinners (Lasiocampidae).

## Soorten
- T. multilinea (Schaus, 1906)
- T. sana (Dognin, 1916)
- T. sanguilenta (Dognin, 1916)